# Кириленко, Фёдор Петрович
Фёдор Петрович Кириленко (1886 год, Кубанская область — 1955 год) — старший чабан колхоза «Пробуждение» Ново-Покровского района Семипалатинской области, Казахская ССР. Герой Социалистического Труда (1948).
Родился в 1886 году в крестьянской семье в Кубанской области. В 1905 году переехал в село Троицкое Семипалатинской области. С 1929 года трудился в сельскохозяйственной артели «Прогресс» (позднее — совхоз «Пробуждение») Ново-Покровского района. В 1947 году назначен старшим чабаном в этом же колхозе.
За выдающиеся успехи, достигнутые в развитии животноводства удостоен звания Героя Социалистического Труда указом Президиума Верховного Совета СССР от 23 июля 1948 года c вручением ордена Ленина и золотой медали «Серп и Молот».
Работал в совхозе до своей кончины в 1955 году.